# Diego Coppola
Diego Coppola (28. prosinec 2003 Bussolengo, Itálie) je italský fotbalový obránce, který hraje za italskou Veronu a za italskou reprezentaci.

## Statistika

### Klubová
| Sezóna  | Klub    | Liga    | Liga   | Liga | Ligové poháry | Ligové poháry | Ligové poháry | Kontinentální poháry | Kontinentální poháry | Kontinentální poháry | Celkem | Celkem |
| Sezóna  | Klub    | Soutěž  | Zápasy | Góly | Soutěž        | Zápasy        | Góly          | Soutěž               | Zápasy               | Góly                 | Zápasy | Góly   |
| ------- | ------- | ------- | ------ | ---- | ------------- | ------------- | ------------- | -------------------- | -------------------- | -------------------- | ------ | ------ |
| 2021/22 | Verona  | Serie A | 4      | 0    | IP            | 1             | 0             | -                    | 0                    | 0                    | 5      | 0      |
| 2022/23 | Verona  | Serie A | 19     | 0    | IP            | 0             | 0             | -                    | 0                    | 0                    | 19     | 0      |
| 2023/24 | Verona  | Serie A | 24     | 2    | IP            | 2             | 0             | -                    | 0                    | 0                    | 26     | 2      |
| 2024/25 | Verona  | Serie A | 34     | 2    | IP            | 1             | 0             | -                    | 0                    | 0                    | 35     | 2      |
| Celkově | Celkově | Celkově | 81     | 4    | -             | 4             | 0             | -                    | 0                    | 0                    | 85     | 4      |

### Reprezentační
- 1× na ME 21 (2025)